# 突撃!!ファミコンウォーズVS
『突撃!!ファミコンウォーズVS』（とつげき!!ファミコンウォーズバーサス）は、任天堂から2008年5月15日に発売されたWii用ゲームソフトである。突撃!!ファミコンウォーズ(ゲームキューブ用ゲームソフト)の続編であり、開発は前作同様に「Kuju Entertainment」が担当した。北米では2007年10月29日に、欧州では2008年2月15日に発売された。

## 概要
本作では登場する国家が増えたほか、兵士ユニット・車両ユニット・飛行ユニットに加えて新たに海上ユニットが登場した。
前作と同一の世界を舞台にしたストーリーモードでは、プレイヤーはチャプターごとに決められた国の部隊を操作し、各国の視点から現在・30年前・200年前と異なる3つの時代での物語を追っていく。最終的にはエキシルバニア帝国以外の全ての国を操作することができる。
また、Wi-Fi通信（ニンテンドーWi-Fiコネクション）を利用した協力プレイや対戦が可能であった。
このソフトは6,800円(税込5%)で発売されており、2022年10月31日現在ネットなどで8000円~11000円程度で購入できる。

## ストーリー

### 200年前
ライトニング戦争が勃発し、フェロック卿率いるアイアンレギオン公国（後のエキシルバニア帝国）は、強大な武力で他の国々を押さえつけていたが、その中で抵抗を続ける国が1つだけあった。その名も「ソーラーエンパイア国」。ソーラーエンパイア軍は、アイアンレギオン公国の本拠地に攻め入ることはできたものの、圧倒的な武力の前では歯が立たず膠着状態に陥っていた。
そこで、古代ソーラーエンパイア国のリーダーであるクァ＝レン女帝は最終手段として、ある兵器を使う作戦を実行し、アイアンレギオンをこの世から葬り去った。その恐るべき兵器は誤った者の手に渡らぬようにと、クァ＝レン女帝自らどこかへ隠したという。

### 30年前
「何故、フロンティアとツンドラが停戦していたか」について語られる前作の前日譚でもある。ツンドラ国のゴルギ大帝率いる軍勢がウエスタンフロンティア国に侵攻。ハーマン将軍はこれを迎撃する。この2国が激しい戦闘を繰り広げる戦場の近くで、エキシルバニア軍は何かを探索していた。

### 現在
エキシルバニア帝国のリーダーであるブラッド皇帝は、長い間練り続けた戦略で世界を侵略しようとした。しかし、ウエスタンフロンティア国、ツンドラ国、ソーラーエンパイア国の抵抗により、エキシルバニア帝国の侵略は失敗に終わり、世界は平和な時を過ごしていた。
だが、そんな平和な世界にある噂が駆け巡る。「ソーラーエンパイア国が秘密兵器を作り出した。」という噂により、世界は再び戦争へと動き出した。しかし、それは全てブラッド皇帝の姦計で、結局は彼に利用されたがフロンティア軍、ツンドラ軍、ソーラー軍、アングロ軍の4ヶ国は連合軍を結成し、ブラッド皇帝の野望を見事に粉砕するのであった。

## 登場する国家
ウエスタンフロンティア国（Western Frontier）
イメージカラーは緑。モデルはアメリカ。
悪を憎む分別のある国で世界平和のために活動している。（ただしハーマン将軍は好戦的）ソーラーエンパイアがアングロ軍に攻撃を受けた後、支援し、ブラッド皇帝を止める為に連合軍の結成に賛同した。
領土は西部劇の荒野のような土地。
ツンドラ国（Tundra Territories）
イメージカラーは赤。モデルはロシアおよびソビエト連邦。
農業王国で、海軍はゴルギ大帝の時代では軽視されてきたが、現在のノバ政権では多額の予算が組まれるようになった。
30年前と前作の時代はウエスタンフロンティア国と戦火を交えていたが、現在は休戦協定を結んでいる。ブラッド皇帝を止める為に連合軍の中心として参加した。
今作のツンドラ領での戦闘は今作の物語の最終章でもあり、前半2ステージが都市部、後半2ステージが降雪地帯。
ソーラーエンパイア国（Solar Empire）
島国でイメージカラーは白。
モデルは日本だが、「欧米人が考える日本」の様なイメージで、領土には中国・韓国・インド・モンゴル・カンボジアで見られる建物や植物をモチーフとしたものも見られる為、実質的にはアジア全般。
プラズマ兵器や超音速戦闘機など、科学技術では他国を大幅に凌駕している。
司令官の名前や兵器の通称は日本語のもじりである。アングロ軍が攻撃を受け交戦するが後にブラッド皇帝に騙されている事を知り、アングロアイランドと停戦を結び、共に阻止する為に連合軍に参加した。
前作ではコーラルリーフを主戦場としていたが、今作は本土が主戦場となった。
古代ソーラーエンパイア国（The ancient Solar Empire）
200年前の「ライトニング戦争」の頃のソーラーエンパイア国。
人工衛星を打ち上げたり、プラズマ兵器を実用化するなど、すでにこの頃から高度な科学力を保有していた。
世界征服を目論むアイアンレギオン軍に抵抗し、幾度となく激戦を繰り広げ、最終的に“ある兵器”を使用してレギオン軍を壊滅させたと言われる。
エキシルバニア帝国（Exylvania）
衰退の進んでいる国家で、イメージカラーは青。モデルはドイツ。
前作の戦いで痛手を負い、現在は世界への影響力は少ないが、ブラッド皇帝は何かを企んでいるとされていた。実際にブラッドの姦計から物語が始まっている。
アイアンレギオン公国【古代エキシルバニア】（Iron Legion）※新
今作の新国家でイメージカラーは紫。モデルはドイツモデルのエキシルバニアの前身国である事からおそらくプロイセン。
圧倒的な軍事力を誇り、世界征服を目論んで他国に侵略するが、古代ソーラーエンパイア軍に敗れて封印されてしまった。
アングロアイランド国（Anglo Isles）
今作の新国家でイメージカラーは黄色。モデルはイギリス。
ソーラー軍が新兵器を開発したとの噂を聞き、先制攻撃を仕掛ける。後にブラッド皇帝に騙されている事を知り、ソーラーエンパイアとの停戦を結び、共に阻止する為に連合軍を結成に賛同した。

## 登場人物

### ウエスタンフロンティア軍
ベティー准将
前作と比べてグラマーな体型になった。髪型はポニーテールからロングヘアーになり、ヘルメットをかぶっている。
ハーマン将軍
前作と比べて日焼けした。30年前の姿は髪色は焦茶色になっている。
オースティン大佐（Wi-Fiのみ）
前作にて冷静なところを作戦会議時にネリー少佐に惚れられ、現在交際中。今作にはほとんど出番がない。

### ツンドラ軍
ノバ元帥
現在のツンドラの指導者である髪が白い青年。正義感が強い。
ゴルギ大帝
古きツンドラの指導者。前作にてウーベルに暗殺されて死亡している為、今作では幽霊として登場する。30年前の若き日は金髪長髪だった。
ネリー少佐（Wi-Fiのみ）
大柄な体格が特徴的な女性。今作ではオースティン大佐と交際している。

### ソーラーエンパイア軍
レイ＝クォ女帝
黒髪のロングヘアの女性で戦争を好んではいないらしく、ア＝クィラ提督がアングロアイランドに侵攻しようとした時に彼を止めていた。
ア＝クィラ提督
今作の新キャラクター。短髪の青年。侍口調。アングロアイランドに無謀な侵攻をした際に返り討ちにされた挙句、ブラッドに毒殺されてしまった。

### 古代ソーラーエンパイア軍
クァ＝レン女帝
今作の新キャラクター。兜をかぶった女性で、語尾に「じゃ」と付けて喋る。

### エキシルバニア帝国
ブラッド皇帝
前作で敗北して以来おとなしかったが、裏で密かに世界を動かしていた。高齢だが頭脳明晰でまだまだ現役。
ウーベル司令官
前作にてゴルギを暗殺した罪でツンドラに捕らえられていた所をブラッドに解放される。服が青からオレンジに変わっている。

### アイアンレギオン軍
フェロック卿
今作の新キャラクター。前作にてイングリッドに憑依した怨念の生前の姿。中世の鎧のようなものを身にまとったアイアンレギオン公国の指導者。世界完全征服まであと一息のところだったが、古代ソーラーエンパイア軍の「ある兵器」によりレギオン軍ごと死亡した。

### アングロアイランド軍
ウインザー大佐
今作の新キャラクター。モノクルとベレー帽が特徴の陽気な老人。
私設部隊｢おそうじ隊｣と言う歩兵隊を持つが『おそうじ』⇒『皆殺し』の意味ではなく本当に掃除をする兵士だった。
ピアース指揮官
今作の新キャラクター。爽やかな印象を持つ男性。一人称は「ボク」。 イケメンなのに｢ボクは～だよ｣とか｢よし、何々しよう！｣とか言う、なぜか頭にくる口調の持ち主。

## 新ユニット
本作では海上のユニットが追加された。
輸送船
プレイヤーが操作不可なユニット。ユニットの輸送をする。
戦艦
長射程高火力の砲撃能力を有し、陸地に対しては敵に近づかれない遠距離から一方的に攻撃できる。対艦攻撃に強いが爆撃機と潜水艦には弱い。
潜水艦
魚雷を装備したユニット。潜水中は、フリゲート艦と潜水艦にしかロックオンされない（ロックオンされないだけで、無理矢理攻撃を当てる事はできる）。潜水中は酸素ゲージを消費し、無くなると耐久力が下がっていく。
フリゲート艦
対空ミサイルと潜水艦に対してのみ有効な爆雷を装備したユニット。海軍ユニットの防衛の要。
超ド級戦艦
戦艦の強化版。戦艦よりも火力、装甲共に向上している。戦艦と同じく爆撃機と潜水艦に対しては弱い。

## ユニットの仕様変更
当シリーズでは、対空ミサイルは地上ユニットに当たりにくいという設定があるが、前作では当たりにくいだけで、当てることさえできれば、かなりダメージを与えることができていた。そのため、ミサイル兵や対空戦車が対地問わず強力なユニットになりがちだったが、今作では、対空ミサイルの地上ユニットに対する攻撃力が大幅に削られたため、前作のようなゴリ押しが不可能となった。同様に、歩兵ユニットのMG兵も、対歩兵ユニットに比重が置かれるようになった。
また、前作で砲塔が回らないため操作が困難だったグレートタンクは、砲塔が回るように変更された。主砲は自走砲のように放物線を描くようになったため遠距離攻撃に対応する。さらに、二連装主砲×1、副砲×2、重マシンガン×3の全てに予測射撃機能が搭載された。これにより高速で動くユニットでも回避が困難となり、天敵であるはずの戦闘ヘリでも簡単に撃ち落とされてしまう場合がある。

## 施設
司令基地
兵士ユニットを生み出す。（ミッションによる）
兵舎
兵士ユニットを生み出す。
工場
車両ユニットを生み出す。
エアベース
飛行ユニットを生み出す。
ドック
海上ユニットを生み出す。（アイアンレギオン公国を除く）